# Nioro du Sahel
Nioro du Sahel – miasto w Mali; 75 800 mieszkańców (2006). Przemysł spożywczy, włókienniczy. W mieście działa punkt kontrolny dla osób przekraczających pobliską granicę z Mauretanią.